# Meldkamer

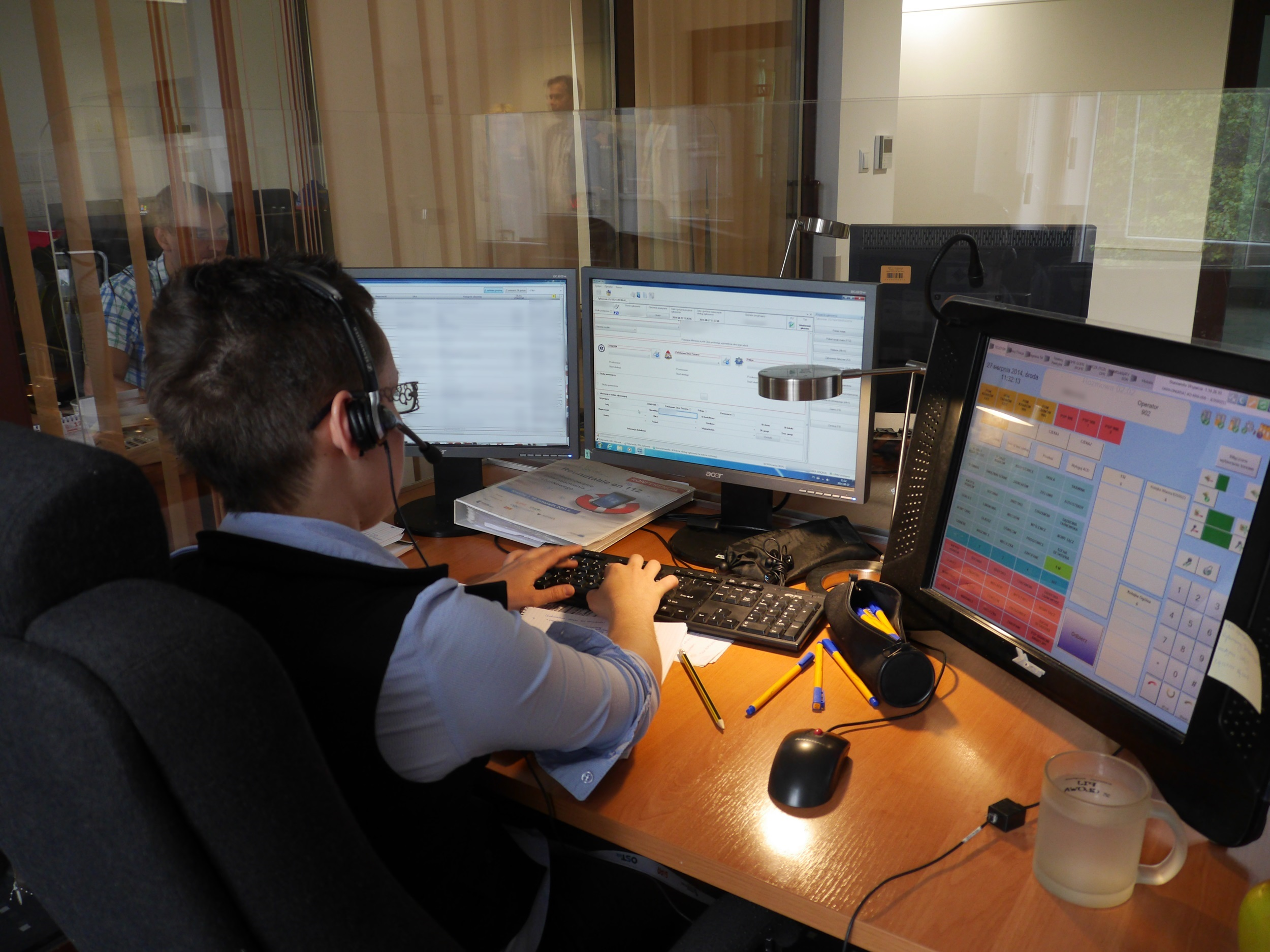
Meldkamer in Krakau, Polen

De meldkamer (ook noodcentrale of alarmcentrale genoemd) is de voorziening die belast is met het ontvangen, registreren en beoordelen en afhandelen van incidentmeldingen, alsmede het begeleiden en coördineren van de hulpdiensten.
De meldkamer is het kloppend hart van de hulpdiensten. De meldkamer neemt 24 uur per dag en 7 dagen per week hulpverzoeken van burgers in nood aan en zendt de hulpverleners naar de plaats van het incident. Het publiek kan de meldkamer hiervoor via een alarmnummer (bijvoorbeeld het nummer 112) altijd bereiken. De bemanning van een meldkamer bestaat uit speciaal opgeleide centralisten die in ploegendiensten werken.
Moderne meldkamers zijn uitgerust met geavanceerde en kostbare technologie. Middels gespecialiseerde computersystemen kan de centralist snel grote hoeveelheden gedetailleerde informatie oproepen, zoals de posities en beschikbaarheid van hulpverleningsvoertuigen, informatie over afgesloten wegen, files en het weer en gegevens over de beller, zoals diens locatie. Moderne communicatienetwerken zorgen ervoor dat de meldkamer altijd direct in verbinding staat met de hulpverleners op straat.
In België bestaan er twee types meldkamers: de Hulpcentra 100/112 (vaak afgekort tot HC-100/112) en de Communicatie- en Informatiecentra (vaak afgekort tot CIC). Deze behandelen respectievelijk de oproepen naar de nummers 112 (& 100) en 101. Sinds 2005 worden deze meldkamers een voor een samengevoegd tot geïntegreerde 112-centra.

## Geschiedenis

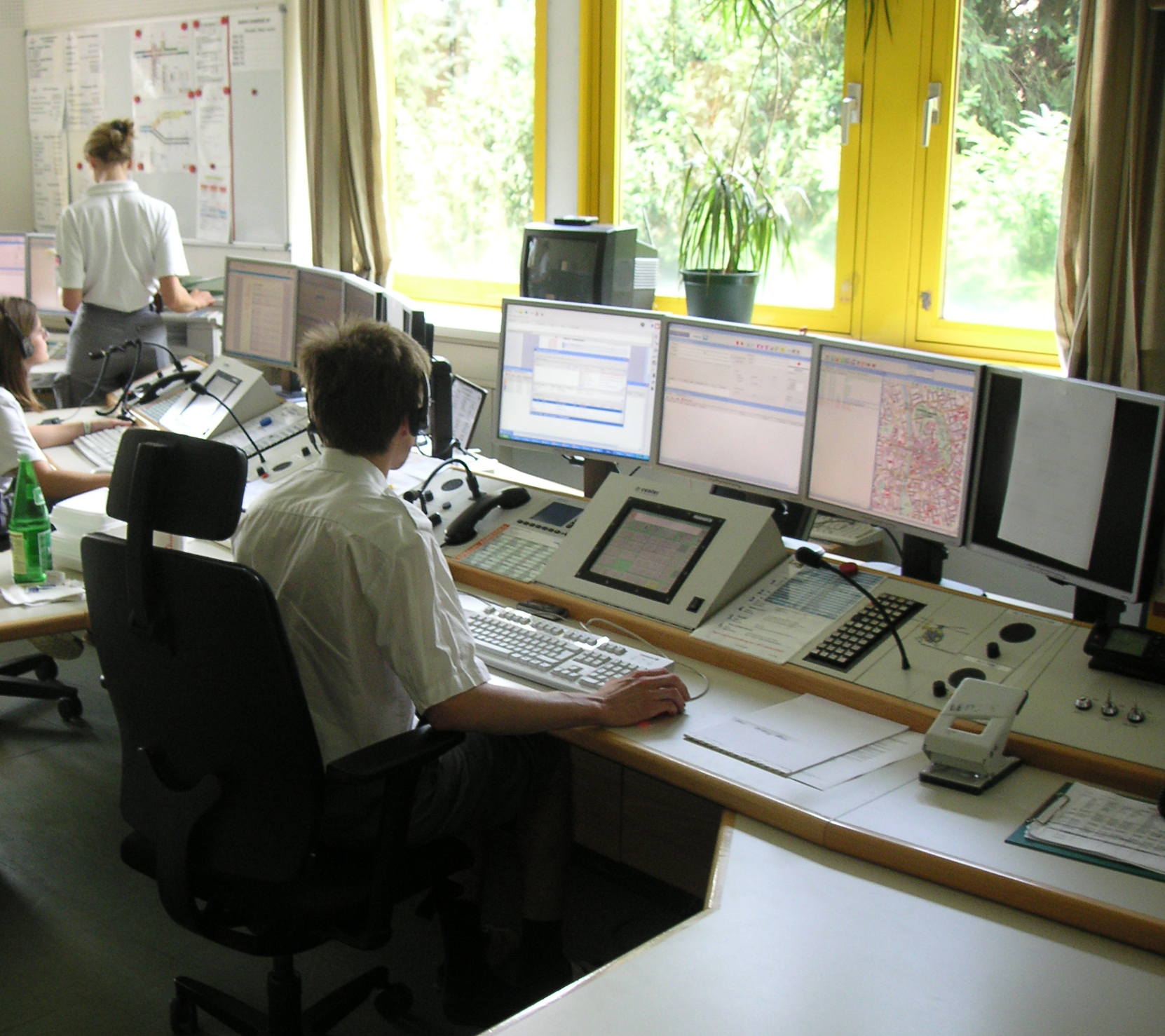
Een Oostenrijkse meldkamer

Voor de opkomst van telecommunicatie was men aangewezen op middelen als de politiefluit of seinpalen op hoge gebouwen om elkaar te waarschuwen. De uitvinding van de telegrafie in 1843 stelde politie, brandweer en ambulance in staat om contact te houden over een grotere afstand. De eerste meldkamers ontstonden dan ook in de tweede helft van de 19e eeuw. In 1874 werden in Amsterdam de brandweerkazernes en de sectiebureaus van de politie verbonden met een gesloten telegraafnet. Bovendien werden er 130 brandschellen in de stad aangesloten op het net waarmee de hulp van de brandweer kon worden ingeroepen. De Centrale Seinzaal in het stadhuis is de eerste Nederlandse meldkamer voor Openbare Veiligheid. In 1876 werd de telefonie uitgevonden en al snel werden de meldkamers op de eerste telefoonnetten aangesloten. In 1928 rustte Detroit zijn politievoertuigen voor het eerst uit met mobiele radio's waarmee men radioberichten van de meldkamer kon ontvangen. Bayonne, New Jersey ontwikkelde snel daarna tweewegradio's waarmee men ook terug kon praten en andere eenheden kon bereiken.
Groot-Brittannië voerde in 1937 voor het eerst een algemeen alarmnummer in (namelijk 999). In België werd in 1959, op initiatief van toenmalig minister van Volksgezondheid Paul Meyers, het centraal alarmnummer 900 (voor dringende medische hulp) ingevoerd. Daarnaast kwamen er ook de nummers 901 (voor de rijkswacht) en 906 (voor de gemeentepolitie). Omdat de Hulpcentra 900 bij de brandweer waren gevestigd begon de bevolking het nummer 900 ook voor brandweeroproepen te gebruiken, hoewel dit oorspronkelijk niet de bedoeling was. In 1987 werden deze nummers veranderd in 100 (voor dringende brandweer- en medische hulp) en 101 (voor zowel de rijkswacht als de gemeentepolitie; hun meldkamers werden samengevoegd). Het nummer 911 werd in 1968 het nationale alarmnummer van de Verenigde Staten. In 1990 werd in Nederland het centraal alarmnummer 06-11 algemeen ingevoerd. Later, in 1997, veranderde het alarmnummer in 112. In België is het Europese alarmnummer 112 ook ingevoerd. In België werkt het nummer 112 parallel aan het nummer 100; beide nummers verbinden de beller door met een Hulpcentrum 100/112.

## Taken
In het algemeen behoort het volgende tot de taken van de meldkamer:
Meldingen ontvangenMeldingen kunnen op vele manieren binnenkomen: vaste telefoons, mobiele telefoons, automatische brand- en inbraakmeldsystemen, e-mail,enzovoorts. De meldkamer wil de melding altijd zo snel mogelijk bij de juiste centralist hebben. Het is vaak wenselijk spoedmeldingen zo vroeg mogelijk van niet-spoedmeldingen te scheiden.
Informatie inwinnenIn deze fase moet de centralist met spoed zeer kritische informatie te weten komen en invoeren in het meldkamersysteem:
- Is het een echte melding en geen valse?
- Waar is er hulp vereist (welke plaats, straat, snelweg, hectometerpaaltje)?
- Wat is het incident?
- Hoe ernstig is de situatie?
- Lopen er mensen gevaar?
- Zijn er slachtoffers?
- Wat is de aard van de verwonding (indien van toepassing)?

Inzet bepalenDe aard van het incident bepaalt wie op het incident wordt afgestuurd. Meldkamers beschikken over geavanceerde systemen die deze beslissing ondersteunen en daarin veel gegevens meenemen:
- Wat voor soort hulp is er nodig?
- Welke eenheden zijn inzetbaar?
- Welke eenheid is het snelst ter plaatse?
- Zijn er slachtoffers?
- Hoe groot is het incident?
- Zijn er specialisten, zoals een helikopter of duikers nodig?
- Moet er een officier van dienst worden meegestuurd?

AlarmerenHet op pad sturen van de eenheden uit het inzetvoorstel. Dit kunnen mobiele eenheden zijn, of eenheden vanuit een vaste locatie, zoals een brandweerkazerne. Bij een vrijwillige brandweer moet een ploeg opgeroepen worden via semafoons. De meldkamer moet ook zorgen dat met de juiste prioriteit wordt gealarmeerd, zodat de hulpverleners niet onnodig prioritair (met zwaailicht en sirene) hoeven te rijden.
De beller ondersteunenDe meldkamer kan een beller soms levensreddende handelingen laten uitvoeren. Ook kan een meldkamer een beller belangrijke aanwijzingen geven voor zijn eigen veiligheid.
OpvolgenDe meldkamer ondersteunt de hulpverleners op straat tijdens de inzet. Zij kan informatie als routegegevens of aanwezige gevaarlijke personen of stoffen al doorgeven tijdens het aanrijden. De meldkamer informeert de hulpverleners over nieuwe ontwikkelingen bij het incident. Ambulances routeert zij naar het ziekenhuis waar de patiënt moet worden afgeleverd. Zij roept hulp op voor collega's in nood. Als het incident in omvang blijkt te groeien kan de meldkamer meer eenheden inzetten voor versterking (opschaling).
Inzetbaarheid garanderenAls veel eigen eenheden onderweg zijn, moet de meldkamer reserve-eenheden oproepen om te zorgen dat ook bij volgende incidenten hulp snel genoeg aanwezig kan zijn.
CoördinerenBij een ramp of grootschalige inzet wordt de operationele leiding vaak op de meldkamer gehuisvest vanwege de goede communicatiemiddelen. De meldkamer communiceert niet alleen met eigen hulpverleners, maar ook met andere hulpdiensten die bijstand verlenen, overheidsinstanties, ziekenhuizen, gespecialiseerde bedrijven, ... .
Waarschuwen bevolkingSommige meldkamers zijn ook verantwoordelijk voor het waarschuwen van de bevolking via sirenes en radiozenders bij risico's voor de volksgezondheid.
Incidentgegevens registrerenDe bijzonderheden van elk incident moeten worden vastgelegd voor rapportage en eventueel nader onderzoek achteraf.
Systemen beherenDe systemen op een meldkamer moeten onderhouden worden en geregeld voorzien van actuele informatie, bijvoorbeeld straatgegevens, telefoongegevens voor bellerherkenning, wegopbrekingen, roosterwijzigingen, voertuigen buiten dienst, ... . Verder moet de meldkamer zorgen voor een goede beveiliging en maatregelen treffen om voorbereid te zijn op bijvoorbeeld stroomuitval.

## Technische uitrusting
Het gebruik van ICT op meldkamers is inmiddels zo diep in de werkzaamheden verankerd geraakt dat computersystemen voor een meldkamer geen "gereedschap" meer zijn maar een onmisbaar onderdeel van de taakuitvoering. Dit betekent ook dat die systemen zeer betrouwbaar en vaak dubbel uitgevoerd moeten zijn.

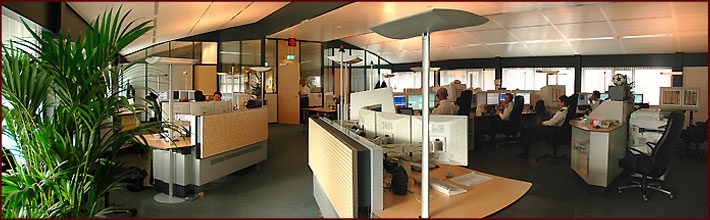
Een Nederlandse regionale meldkamer voor ambulance, brandweer en politie

### Meldkamersysteem
Het meldkamersysteem begeleidt de centralist van begin tot eind bij het hele verwerkingsproces dat bij een melding doorlopen wordt. In Nederland is hiervoor het Geïntegreerd Meldkamer Systeem (GMS) ingevoerd. Het volgende fictieve scenario illustreert de werking van een meldkamersysteem:
Bij het aannemen van de (telefonische) melding, toont het systeem de wachtrij van binnenkomende oproepen. Als de centralist de oproep aanneemt kan het systeem door nummerherkenning de gegevens van de melder automatisch invullen. Het systeem kan daarna de centralist helpen bij het uitvragen van de melder met een op het incidenttype aangepaste checklist. Met een druk op de knop kunnen dan taken worden toebedeeld aan meerdere disciplines, zoals politie en ambulance voor een verkeersongeval. Het systeem zorgt dat het incident automatisch naar het scherm gaat van de centralisten die de eenheden gaan uitsturen (mogelijk een ander dan degene die het telefoongesprek voert). Het meldkamersysteem kan een voorstel doen voor in te zetten eenheden, waarin precieze regels voor de inzet van eenheden zijn verwerkt. Bijvoorbeeld dat voor een snelwegongeluk eenheden van twee kanten op pad worden gestuurd, dat voor een bepaald gebouw altijd een hoogwerker moet worden meegestuurd, of dat bij een reanimatie twee ambulances horen (in Nederland) of een MUG-team moet worden bijgestuurd (in België). De centralist kan dit voorstel nog naar inzicht en ervaring aanpassen en vervolgens de alarmering met een druk op de knop starten. Het ploegenrooster staat in het meldkamersysteem dat automatisch de in dienst zijnde ploeg alarmeert. Via de koppeling van het meldkamersysteem aan het communicatienetwerk wordt het adres ook naar een mobiele terminal in het hulpverleningsvoertuig gestuurd. Als de eenheden rijden, registreert het meldkamersysteem dat ze bezet zijn, zodat ze niet nog een keer ingezet worden. De tijden van uitruk en aankomst worden automatisch vastgelegd. De centralist kan nadere informatie over het incident vastleggen of meer eenheden inschakelen. Al deze gegevens worden vervolgens gearchiveerd en doorgezet naar een bedrijfsprocessensysteem, bijvoorbeeld ten behoeve van rechercheonderzoek (politie) of het sturen van een rekening (ambulance).

### Telefonie
Telefonie op een meldkamer omvat naast het gebruikelijke kiezen van een nummer nog veel meer mogelijkheden. Voorbeelden zijn 112-lijnen, hot-lines, gesloten telefooncircuits en aansluiting op het nationale noodnet. Voor het snel bedienen van al deze lijnen voldoet een normaal telefoontoestel niet meer. Hiervoor worden zogenaamde arbitragesystemen gebruikt, speciale bedienpanelen of touchscreens waarmee tientallen lijnen met een druk op een knop kunnen worden gebruikt.

### Radiobediensysteem
Het radiobediensysteem geeft de centralist toegang tot het communicatienetwerk. Moderne radiobediensystemen bieden een grote mate van controle, zo kan een centralist kanalen aan elkaar koppelen, statusberichten en databerichten ontvangen en verzenden, radio's lokaliseren, radio's uitsluiten van communicatie, over een oproep van een ander heen spreken, ... . Koppeling aan het meldkamersysteem kan de efficiëntie nog verder vergroten. Het nationale hulpverleningsnetwerk in Nederland heet C2000, dat van België heet A.S.T.R.I.D..

### Alarmeringssysteem
Hulpverleners kunnen op verschillende manieren worden opgeroepen. Voor vaste locaties kan een kazerne-omroepsysteem vanuit de centrale worden bediend, er zijn vaste verbindingen naar collega-hulpdiensten en mensen kunnen via pagers worden opgeroepen. Voor al deze alarmeringswijzen beschikt de centralist over een bedienscherm op zijn bureau.

### Geografisch Informatiesysteem
Een geografisch informatiesysteem kan, eventueel gekoppeld aan het meldkamersysteem de omgeving van het incident tonen, de locatie en status van hulpverleningseenheden, de contouren van een eventuele gaswolk, het aantal omwonenden binnen een bepaalde afstand van het incident.

### Automatische brand- en inbraakmeldsystemen
Automatische brandmeldingen worden soms op de meldkamer ontvangen en verschijnen bij de centralist op een scherm. De brandweermeldkamer staat daarom ook wel bekend als alarmcentrale.
Of een melding direct op de meldkamer terechtkomt is afhankelijk van het type melding en waar deze vandaan komt. Bij bepaalde organisaties, instellingen, winkels en bedrijven is de afspraak dat een melding altijd direct (of soms met enige vertraging) wordt doorgezet naar de meldkamer. 
Brandmeldingen vanuit bepaalde openbare objecten of instellingen waar 'niet-zelfredzame' personen verblijven, zoals zorginstellingen en Justitiële inrichtingen, komen doorgaans direct binnen op de (brandweer)meldkamer.
Bij meldingen vanaf andere locaties is het ook mogelijk dat een melding in eerste instantie bij een Particuliere Alarmcentrale  (PAC) binnen komt. Dit zijn meldkamers van particuliere beveiligingsbedrijven waar bijvoorbeeld bedrijven of winkels een contract mee hebben en zorg dragen voor bijvoorbeeld de alarmopvolging bij een inbraakalarm. 
Daar veel inbraakalarmen vals of loos zijn, ontlast dit de politie. 
Indien de gealarmeerde beveiliging constateert dat het een 'echte' (inbraak-)melding betreft wordt er alsnog politie ingeschakeld. 
De beveiligingsbeambte vangt de politie op en verschaft toegang en overige relevante informatie, zij zijn vaak goed bekend met het object en hebben de sleutels.
De laatste jaren worden er ook steeds meer (inbraak) alarmsystemen van mensen thuis op een PAC aangesloten.

## Actuele problematiek
Er blijven hardnekkige problemen voor de meldkamers op te lossen, ondanks alle beschikbare technologie. Zo hebben meldkamers vaak te maken met kwaadwillige oproepen van mensen die bijvoorbeeld een grap willen uithalen.

### Nederland
Volgens een uitzending van het actualiteitenprogramma Netwerk op 19 juni 2007 komt 60% van de ambulances niet binnen de wettelijk voorgeschreven vijftien minuten aan op de plaats van bestemming, en is de oorzaak in de meeste gevallen terug te voeren op miscommunicatie, onbegrip of eenvoudige misverstanden. In 2005 lag het percentage nog op 53%.

## Overige meldkamers
Behalve de hulpdiensten maken ook andere organisaties gebruik van meldkamers. Zij hebben gemeenschappelijk dat zij te allen tijde ongewenste gebeurtenissen moeten kunnen signaleren en daarop onmiddellijk actie moeten ondernemen. Organisaties (in Nederland) met dergelijke meldkamers zijn onder andere:
- Verkeerscentrales van Rijkswaterstaat
- Particuliere Beveiligingsbedrijven (met een zogenaamde 'PAC' of particuliere alarmcentrale)
- Exploitanten van parkeergarages
- Overheden als ministeries en gemeenten
- Energiebedrijven
- Waterleidingbedrijven
- Openbaarvervoerbedrijven
- Pechhulpdiensten
- Reisverzekeraars
- Dierenambulances
- Luchthavens